# 桂台北
桂台北（かつらだいきた）は、神奈川県横浜市栄区の地名。「丁目」の設定のない単独町名である。住居表示実施済区域。

## 地理
栄区の南東部に位置し、東に桂台東、南に桂台中、西に桂台西、北西に中野町、北に上郷町、北東に亀井町と接している。町内は主に住宅地として整備されている。

## 歴史

### 沿革
- 1998年（平成10年）10月19日 - 住居表示（栄区上郷・公田・中野地区）[6]の実施に伴い、上郷町、公田町、中野町の各一部を分離し、桂台北を新設する[7]。

## 世帯数と人口
2025年（令和7年）6月30日現在（横浜市発表）の世帯数と人口は以下の通りである。
| 町丁   | 世帯数  | 人口    |
| ------ | ------- | ------- |
| 桂台北 | 465世帯 | 1,000人 |

### 人口の変遷
国勢調査による人口の推移。
| 年                 | 人口  |
| ------------------ | ----- |
| 2000年（平成12年） | 1,149 |
| 2005年（平成17年） | 1,091 |
| 2010年（平成22年） | 1,055 |
| 2015年（平成27年） | 1,012 |
| 2020年（令和2年）  | 982   |

### 世帯数の変遷
国勢調査による世帯数の推移。
| 年                 | 世帯数 |
| ------------------ | ------ |
| 2000年（平成12年） | 379    |
| 2005年（平成17年） | 402    |
| 2010年（平成22年） | 409    |
| 2015年（平成27年） | 405    |
| 2020年（令和2年）  | 422    |

## 学区
市立小・中学校に通う場合、学区は以下の通りとなる（2024年11月時点）。
| 番地 | 小学校             | 中学校             |
| ---- | ------------------ | ------------------ |
| 全域 | 横浜市立桂台小学校 | 横浜市立桂台中学校 |

## 事業所
2021年（令和3年）現在の経済センサス調査による事業所数と従業員数は以下の通りである。
| 町丁   | 事業所数 | 従業員数 |
| ------ | -------- | -------- |
| 桂台北 | 5事業所  | 22人     |

### 事業者数の変遷
経済センサスによる事業所数の推移。
| 年                 | 事業者数 |
| ------------------ | -------- |
| 2016年（平成28年） | 9        |
| 2021年（令和3年）  | 5        |

### 従業員数の変遷
経済センサスによる従業員数の推移。
| 年                 | 従業員数 |
| ------------------ | -------- |
| 2016年（平成28年） | 36       |
| 2021年（令和3年）  | 22       |

## 交通

### 鉄道
町内に鉄道駅はない。

### 路線バス
神奈川中央交通の港31・港81系統、港84・港87・港88系統、船11系統が町内にある霞が淵公園前・北桂台の各バス停に停車する。
- 港31：港南台駅 - 中野町 - 尾月 - 桂台中央（土曜・休日運休）
- 港81：港南台駅 → 中野町 → 尾月 → 桂台中央 → 犬山 → 上之 → 紅葉橋 → 中野町 → 港南台駅
- 港84：港南台駅 - 横浜栄高校前 - 紅葉橋 - 上之 - 犬山 - 桂台中央 - 北桂台（土曜・休日運休）
- 港87：港南台駅 → 中野町 → 北桂台 → 桂台中央 → 犬山 → 上之 → 紅葉橋 → 中野町 → 港南台駅
- 港88：港南台駅 → 中野町 → 紅葉橋 → 上之 → 犬山 → 桂台中央 → 北桂台 → 中野町 → 港南台駅
- 港90：港南台駅 - 中野町 - 紅葉橋 - 上之 - 犬山 - 桂台中央 - 北桂台
- 船11：大船駅 - 笠間十字路 - 天神橋 - 桂台中央 - 犬山 - 上之

### 道路
ゆうもや緑道が通っている。

## 施設
- 霞が淵公園

## その他

### 日本郵便
- 郵便番号 : 247-0031[3]（集配局：大船郵便局[16]）

### 警察
町内の警察の管轄区域は以下の通りである。
| 番・番地等 | 警察署   | 交番・駐在所 |
| ---------- | -------- | ------------ |
| 全域       | 栄警察署 | 上郷交番     |